# Macizo de Cotiella
Macizo de Cotiella este o arie protejată (arie specială de conservare — SAC, sit de importanță comunitară — SCI) din Spania întinsă pe o suprafață de 8.275,45 ha, integral pe uscat.

## Localizare
Centrul sitului Macizo de Cotiella este situat la coordonatele 42°31′20″N 0°19′16″E / 42.5222°N 0.321133°E.

## Înființare
Situl Macizo de Cotiella a fost declarat sit de importanță comunitară în ianuarie 1997 pentru a proteja 1 specie de plante și 4 specii de animale. Situl a fost protejat și ca arie specială de conservare în februarie 2021.

## Biodiversitate
Situată în ecoregiunea alpină, aria protejată conține 14 habitate naturale: Lacuri eutrofice naturale cu vegetație de tip Magnopotamion sau Hydrocharition, Pajiști cu Molinia pe soluri calcaroase, turboase sau argilos-nămoloase (Molinion caeruleae), Păduri de fag din Europa Centrală dezvoltate pe sol calcaros cu Cephalanthero-Fagion, Păduri iberice de Quercus faginea și Quercus canariensis, Pajiști alpine și subalpine calcaroase, Peșteri inaccesibile publicului, Păduri montane și subalpine de Pinus uncinata (* dezvoltate pe substrat gipsos sau calcaros), Lande oro-mediteraneene cu formațiuni endemice de grozamă, Grohotișuri termofile și vest-mediteraneene, Mlaștini alcaline, Pante stâncoase calcaroase cu vegetație casmofită, Izvoare petrifiante cu formare de travertin (Cratoneurion), Păduri de Quercus ilex și Quercus rotundifolia, Pajiști uscate seminaturale și facies de acoperire cu tufișuri pe substraturi calcaroase (Festuco-Brometalia) (* situri importante pentru orhidee).
La baza desemnării sitului se află mai multe specii protejate:
- plante (1): Borderea chouardii
- nevertebrate (4): Euplagia quadripunctaria, Graellsia isabellae, rădașcă (Lucanus cervus), Rosalia alpina

Pe lângă speciile protejate, pe teritoriul sitului au mai fost identificate 46 de specii de plante, 25 de specii de păsări, 2 specii de amfibieni, 7 specii de mamifere, 4 specii de nevertebrate, 1 specie de reptile.